# شخصيات مخفية (فلم)
شخصيات مخفية أو شخصيات مطموسة (بالإنجليزية: Hidden Figures) هو فيلم سيرة ذاتية، دراما أمريكي، أُصدر في 25 ديسمبر 2016 في الولايات المتحدة الأمريكية مبني عن كتاب شخصيات مخفية للكاتبة مارجوت لي شيترلي، سيناريو وأخراج تيودور ملفي ومن بطولة أوكتافيا سبنسر، تاراجي بيندا هينسون، جانيل موناي.

## القصة

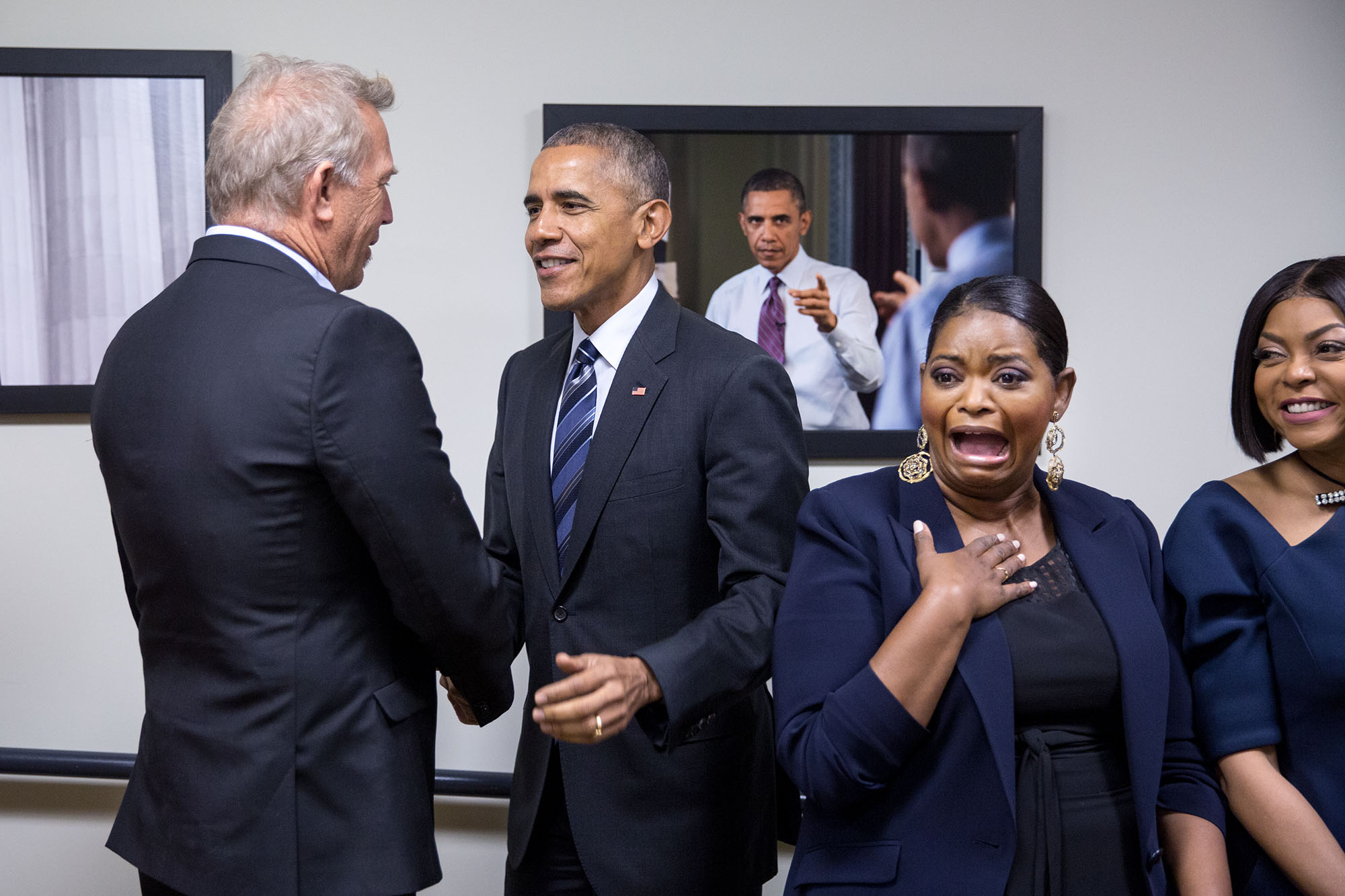
تحية الرئيس الأمريكي باراك اوباما لطاقم عمل الفيلم بتاريخ 15 ديسمبر 2016

تدور أحداث الفيلم حول عالمة الرياضيات كاثرين جونسون وزميلتها دوروثي فون، وماري جاكسون العقول المدبرة وراء الإطلاق التاريخي لرائد الفضاء جون جلين، ليصبح أول أمريكي يدور في مدار الأرض عام 1960، وتمكنت النساء الثلاث من أصول أفريقية بهذه المهمة من حفر أسمائهن في التاريخ.

## قصة الفيلم
كاثرين جوبل تعمل في قسم المنطقة الغربية في مركز لانغلي بمدينة هامبتون بولاية فيرجينيا عام 1961، برفقة زميلتيها ماري جاكسون ودوروثي فون، في وظيفة "حاسبات بشريات" يقمن بإجراء الحسابات الرياضية دون معرفة استخدامها. جميعهن أمريكيات من أصل أفريقي ويعملن ضمن وحدة مفصولة عنصري وجنسي.
تُكلف كاثرين بالانضمام إلى مجموعة المهام الفضائية بقيادة آل هاريسون بسبب مهاراتها في الهندسة التحليلية، وتُعد أول امرأة سوداء ضمن الفريق. يُظهر المهندس المسؤول، بول ستافورد، رفضًا لمشاركتها.
في غضون ذلك، تنضم ماري جاكسون إلى فريق الدرع الحراري الخاص بكبسولة الفضاء، وتكتشف عيبًا في التصميم. يشجعها مشرفها البولندي-اليهودي الناجي من الهولوكوست، كارل زيليسنكي، على التقدم لوظيفة مهندسة في ناسا. لكنها تُبلغ أن الوظيفة تتطلب دراسة مواد إضافية، فتتقدم بطلب للمحكمة لحضور مدرسة هامبتون الثانوية المخصصة للبيض فقط. وبخطاب مؤثر، تكسب دعم القاضي وتُسمح لها بحضور الصفوف الليلية.
تتعرف كاثرين على جيم جونسون، ضابط في الحرس الوطني، الذي يشكك في البداية بقدرات النساء في الرياضيات، لكنه يعتذر لاحقًا ويبدأ بالتقرب منها ومن بناتها الثلاث.
يزور رواد عطارد السبعة مركز لانغلي، ويقوم جون غلين بتحية العاملات في المنطقة الغربية. تتمكن كاثرين من حل معادلة معقدة باستخدام مستندات مشطوبة، ما يثير إعجاب هاريسون، خصوصًا بعد إطلاق يوري غاغارين من الاتحاد السوفيتي، مما يزيد الضغط على الولايات المتحدة لإرسال رائد فضاء.
في أحد الأيام، يوبخ هاريسون كاثرين على تأخرها، دون أن يدرك أنها تضطر للمشي مسافة طويلة للوصول إلى الحمام المخصص لـ"الملونين". بعد شرحها الظروف التي تواجهها، يزيل هاريسون اللافتات ويُنهي الفصل العنصري في الحمامات، ويسمح لها بحضور الاجتماعات العليا لحساب نقطة الدخول.
على الرغم من مساهمتها، يُجبرها ستافورد على إزالة اسمها من التقارير الرسمية، بحجة أن الحاسبات البشريات لا يُعترف بهن كمؤلفات.
في هذا الوقت، تعلم دوروثي فون من مشرفتها فيفيان ميتشل أن ناسا لا تنوي تعيين مشرفة دائمة للنساء الملونات. تلاحظ تركيب آي بي إم 7090، الذي يهدد بإنهاء دور الحاسبات البشريات. تتعلم فورتران من كتاب أخذته سرًا من قسم البيض في المكتبة، وتقوم بتعليم زميلاتها. وعندما تنجح في تشغيل الحاسوب، تُعين مشرفة على قسم البرمجة، وتوافق بشرط نقل ثلاثين من زميلاتها معها. وأخيرًا، تخاطبها ميتشل بـ"السيدة فون".
مع اقتراب إطلاق جون غلين، يتم نقل كاثرين مرة أخرى إلى المنطقة الغربية، وتتزوج جيم. في يوم الإطلاق، تظهر مشكلة في نتائج الحاسوب الإلكتروني، وتُطلب كاثرين للتحقق من إحداثيات الهبوط. بعد تسليمها النتائج، يُسمح لها بالدخول إلى غرفة التحكم. وبعد الإطلاق الناجح، يُلاحظ أن الدرع الحراري قد يكون مفككًا، ويقرر مركز التحكم تقصير المهمة من سبع دورات إلى ثلاث. تدعم كاثرين اقتراح هاريسون بالإبقاء على المحرك العكسي لحماية الدرع، وتهبط المركبة فريندشيب 7 بأمان.
تشير النهاية إلى أن: ماري حصلت على شهادتها وأصبحت أول مهندسة أمريكية من أصل أفريقي في ناسا. دوروثي فون أصبحت أول مشرفة سوداء في ناسا. كاثرين جونسون، التي اعترف ستافورد أخيرًا بمشاركتها كمؤلفة، ساهمت في برامج أبولو 11 ومكوك الفضاء.
عام 2015، حصلت كاثرين على وسام الحرية الرئاسي، وكرمتها ناسا في العام التالي بإطلاق اسمها على مبنى الحوسبة في مركز لانغلي.

## الممثلون والشخصيات
- تاراجي بيندا هينسون بدور كاثرين جونسون [7]
- أوكتافيا سبنسر بدور دوروثي فان
- كيفين كوستنر بدور آل هاريسون
- كيرستين دانست بدور فيفيان ميشيل
- جيم بارسنز بدور بول ستافورد
- جلين باول بدور جون غلين
- ماهرشالا علي بدور جيم جونسون
- رودا جريفيس بدور أمينة المكتبة البيضاء
- ماريا هاول بدور السيدة سمر
- ألديز هودج بدور ليفي
- جاري ويكس بدور صحفي في المؤتمر الصحفي
- كيمبرلي كوين بدور روث

## الانتاج

### التصوير
بدأ التصوير الرئيسي للفيلم في مارس 2016 داخل حرم كلية مورهاوس في أتلانتا بولاية جورجيا. كما تم تصوير مشاهد إضافية في وسط مدينة كانتون التاريخية. جرى جزء من التصوير أيضًا في منشآت شركة لوكهيد مارتن للطيران في قاعدة دوبينز الجوية الاحتياطية. انضم جيم بارسونز إلى طاقم التمثيل ليؤدي دور بول ستافورد، كبير مهندسي مجموعة المهام الفضائية في ناسا. كما شارك فاريل ويليامز (المولود في فيرجينيا بيتش قرب مركز لانغلي للأبحاث) كمنتج للفيلم، وكتب أغانٍ أصلية وتولى إدارة القسم الموسيقي بالتعاون مع هانز زيمر وبنجامين وولفيش. استُعين بأستاذ الرياضيات في كلية مورهاوس، رودي إل. هورن، ليكون المستشار الرياضي في موقع التصوير.

## انظر ايضا
- النساء الأمريكيات من أصل أفريقي في علوم الكمبيوتر
- هنريتا سوان ليفيت
- أرض كاثلين
- قائمة الأفلام السوداء في عقد 2010
- قائمة الأفلام عن علماء الرياضيات
- الخيال الرياضي
- المرأة في العلوم

## وصلات خارجية
- الموقع الرسمي للفيلم[وصلة مكسورة].
- شخصيات مخفية  على فيسبوك.
- أرقام مخفية علي قاعدة بيانات الأفلام على الإنترنت.
- مقالات تستعمل روابط فنية بلا صلة مع ويكي بيانات
- أرقام مخفية علي موقع سينما دوت كوم.

لا توجد روابط لمواقع التواصل الاجتماعي.